# Stora Hällungen
Stora Hällungen, även känd som Hällungen, är den största sjön i Stenungsunds kommun och dricksvattentäkt för kommunen. Sjön bildar gräns mellan Ucklums och Ödsmåls socknar. Norr om sjön (strax invid sjön) ligger orten Svenshögen, där sjöns utflöde Bratteforsån börjar sitt lopp norrut mot utloppet i havet vid Ljungskile. Strax norr om Stora Hällungen passerar Bratteforsån genom den mindre sjön Lilla Hällungen.
Stora Hällungen tillförs vatten via ett antal mindre åar och bäckar, men även direkt via grundvattnet. Sjöns yta är 5,8 kvadratkilometer, och tillrinningsområdet är 47 kvadratkilometer. Maxdjupet är 25 meter.

## Geografi
Stora Hällungens yta är belägen 40 meter över dagens havsnivå. Dess botten består av lera och snäckskal, vilket är en rest från den tid då havets nivå låg högre och sjön var en havsvik. Det största djupet i den åtta kilometer långa sjön är 24 meter, och på grund av källvatten som flödar upp underifrån fryser sjön aldrig helt på vintern.

### Avrinningsområden
Stora Hällungen ingår i Göta älv-Bäveåns kustområde. Sjön är 25 meter djup, har en yta på 5,77 kvadratkilometer och är belägen 40,3 meter över havet. Sjön avvattnas av vattendraget Bratteforsån.

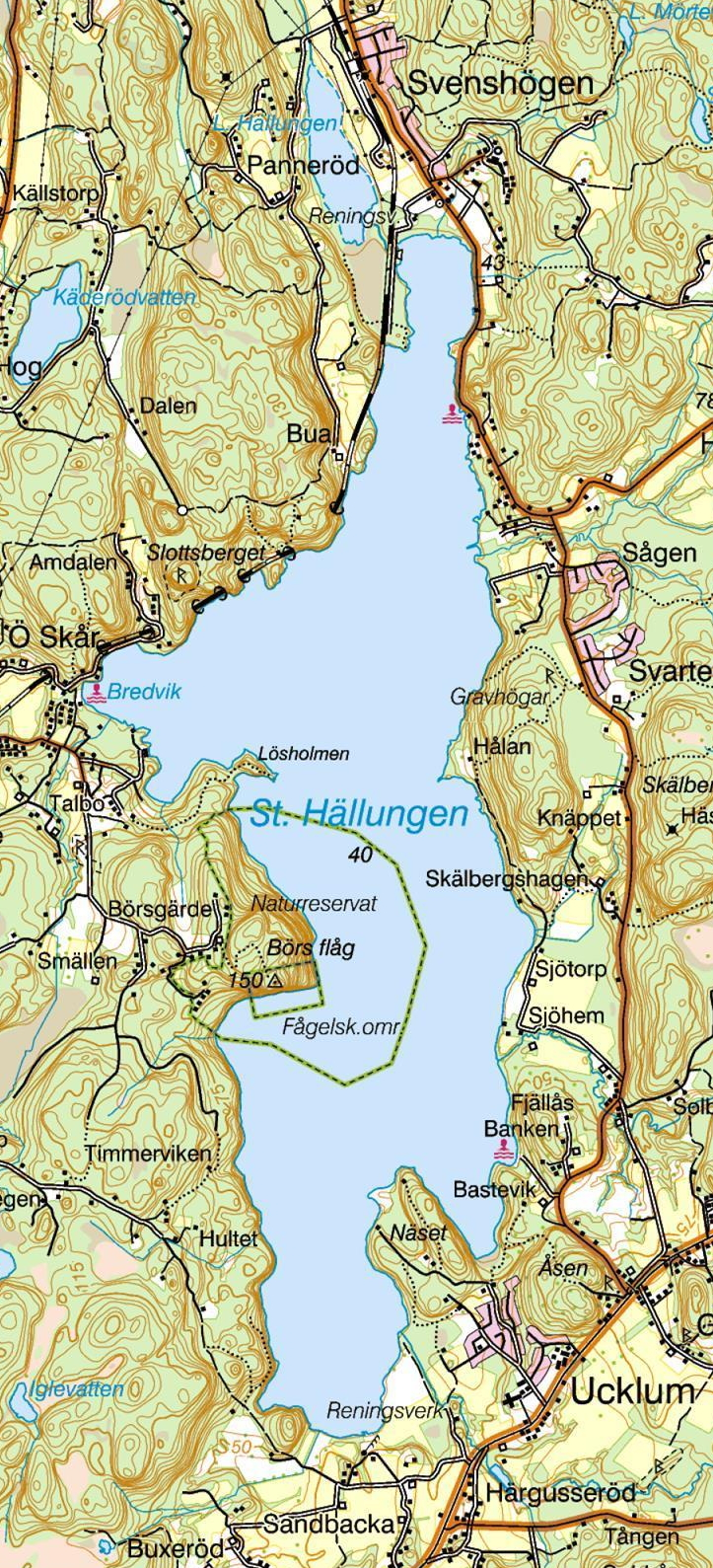
Karta över Stora och Lilla Hällungen.

Den ingår i delavrinningsområde (644958-127235) som SMHI kallar för Utloppet av Stora Hällungen. Medelhöjden är 82 meter över havet och ytan är 24,71 kvadratkilometer. Räknas de 2 avrinningsområdena uppströms in blir den ackumulerade arean 46,77 kvadratkilometer. Avrinningsområdets utflöde Bratteforsån mynnar i havet. Avrinningsområdet består mestadels av skog (56 %) och jordbruk (11 %). Avrinningsområdet har 5,93 kvadratkilometer vattenytor vilket ger det en sjöprocent på 19,8 %. Bebyggelsen i området täcker en yta av 0,8 kvadratkilometer eller 3 % av avrinningsområdet.

## Användning

### Vattentäkt
Stora Hällungen är huvudvattentäkt för Stenungsunds kommun. 2007 tappades sjön på 250 liter i sekunden, vatten som användes till industri och det kommunala vattnet.
Den stora och vattenrika sjön var en av orsakerna till att Bohusbanan i början av 1900-talet drogs förbi sjön. Dåtidens ånglok behövde vattentankas en gång mellan Göteborg och Uddevalla, och Stora Hällungens läge var då idealiskt. 

### Badsjö
Hällungen är en populär badsjö. Där finns badstränder bland annat i Svenshögen i norr, Bastevik utanför Ucklum i sydöst och Talbo i Ödsmåls socken i väst.

### Fiske
Stora Hällungen är en fiskrik sjö, med stora bestånd av gädda, röding och öring. Fiskebestånden nyttjas främst för sportfiske, inklusive pimpelfiske vintertid.
Sjöns lerbottnar och snäckskalsbankar har medfört ett för Västsverige ovanligt högt pH-värde i sjövattnet. Därför har Stora Hällungen hellre aldrig behövts kalkas. Grusåsar med skalgrus finns också öster om sjön, vilket motverkat försurningen.
Öringen i sjön är av en gammal stam. Det beror på ett hinder för fiskens vandring i Kungsbrobäcken.

### Industripåverkan
Stenungsunds petrokemiska industri har i perioder påverkat Stora Hällungen. Bland annat bidrog det tidigare oljekraftverkets verksamhet till nedfall av sot över sjön.

## Transporter
En hållplats för tågen på Bohusbanan som hette Hållungen (sic) lades ner 1984. Väster om sjön går järnvägen genom fyra tunnlar, som funnits där ända sedan Bohusbanan drogs fram under de första åren av 1900-talet. Idag finns en busshållplats vid namn Hallungen (sic), som trafikeras av Västtrafiks busslinje 337. Busshållplatsen ligger i närheten av den gamla banvaktstugan och badplatsen Talbo.

## Galleri

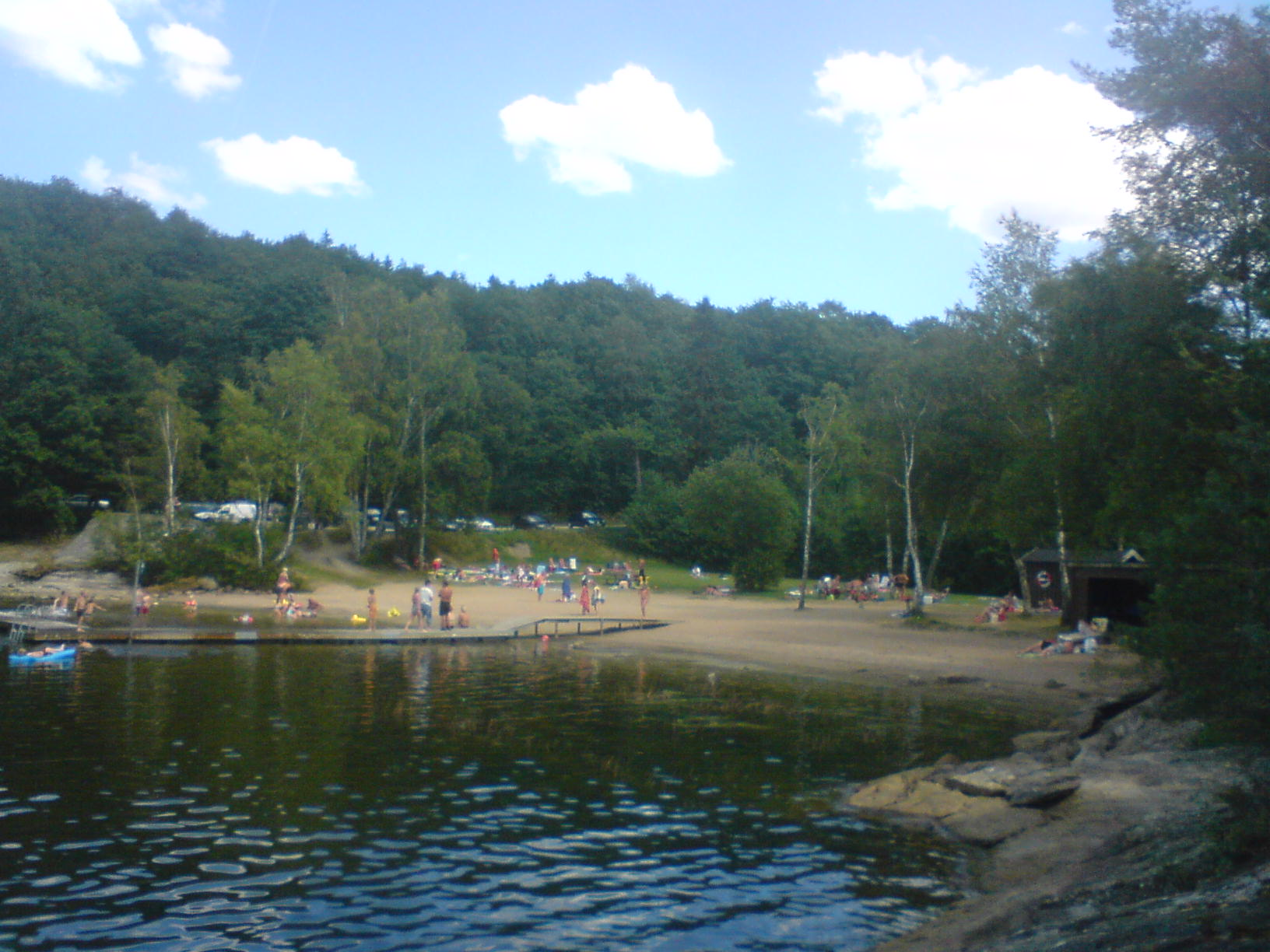
Bastevik i sydöst är en av badplatserna vid sjön.
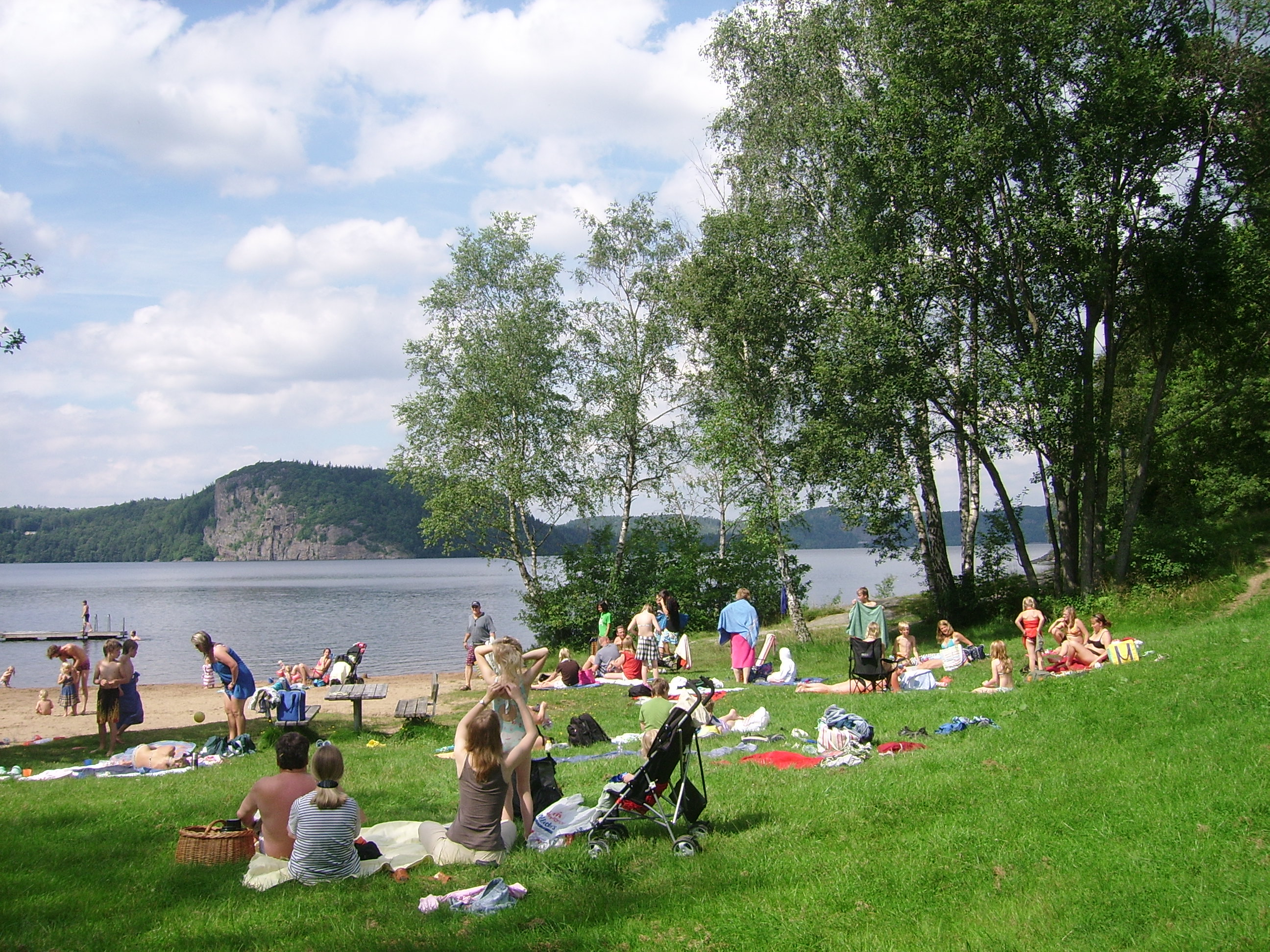
Vy över sjön mot det branta Börs flåg, från Bastevik.
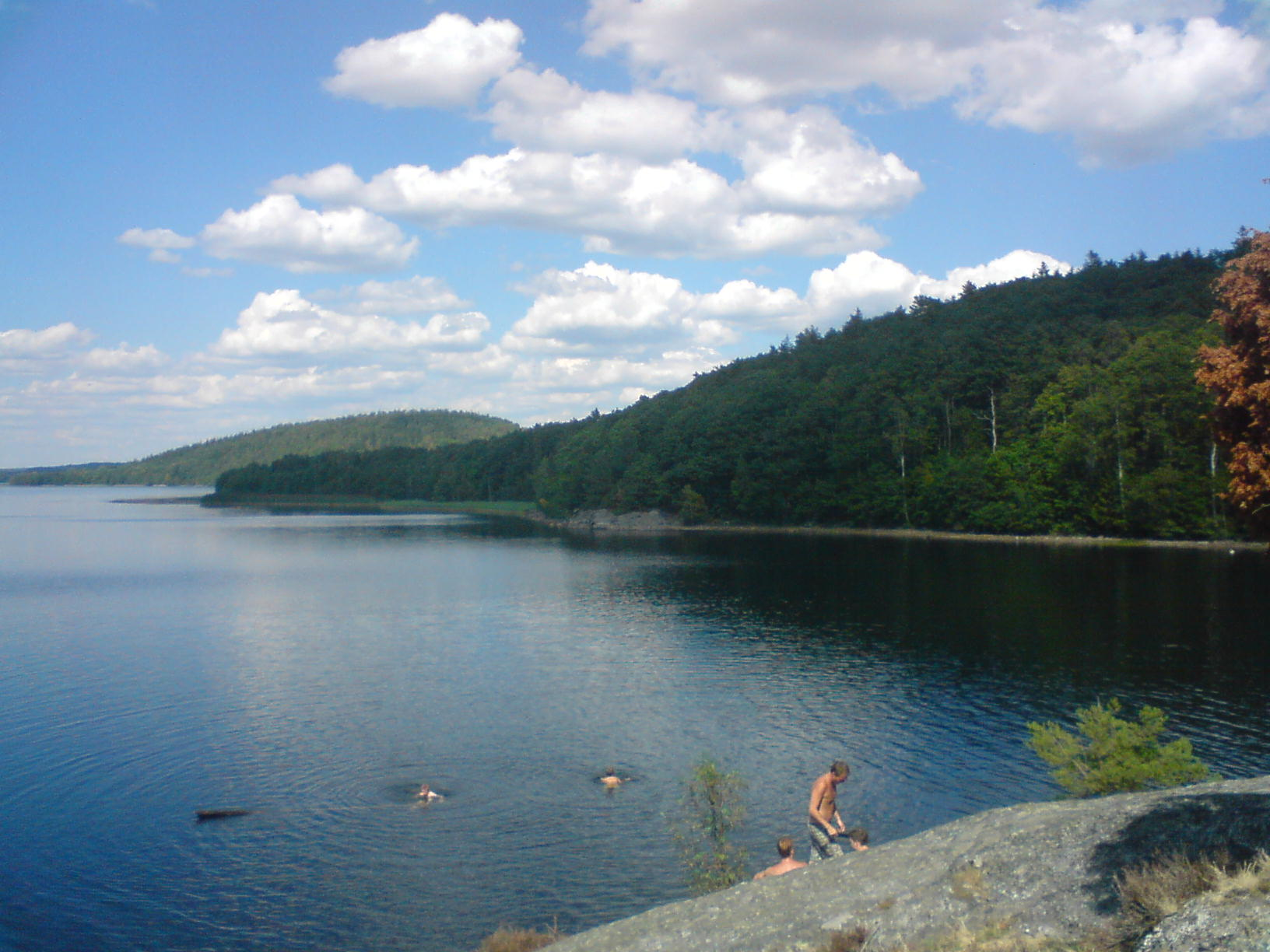
Vy över östra sjösidan, från klippor väster om Bastevik.
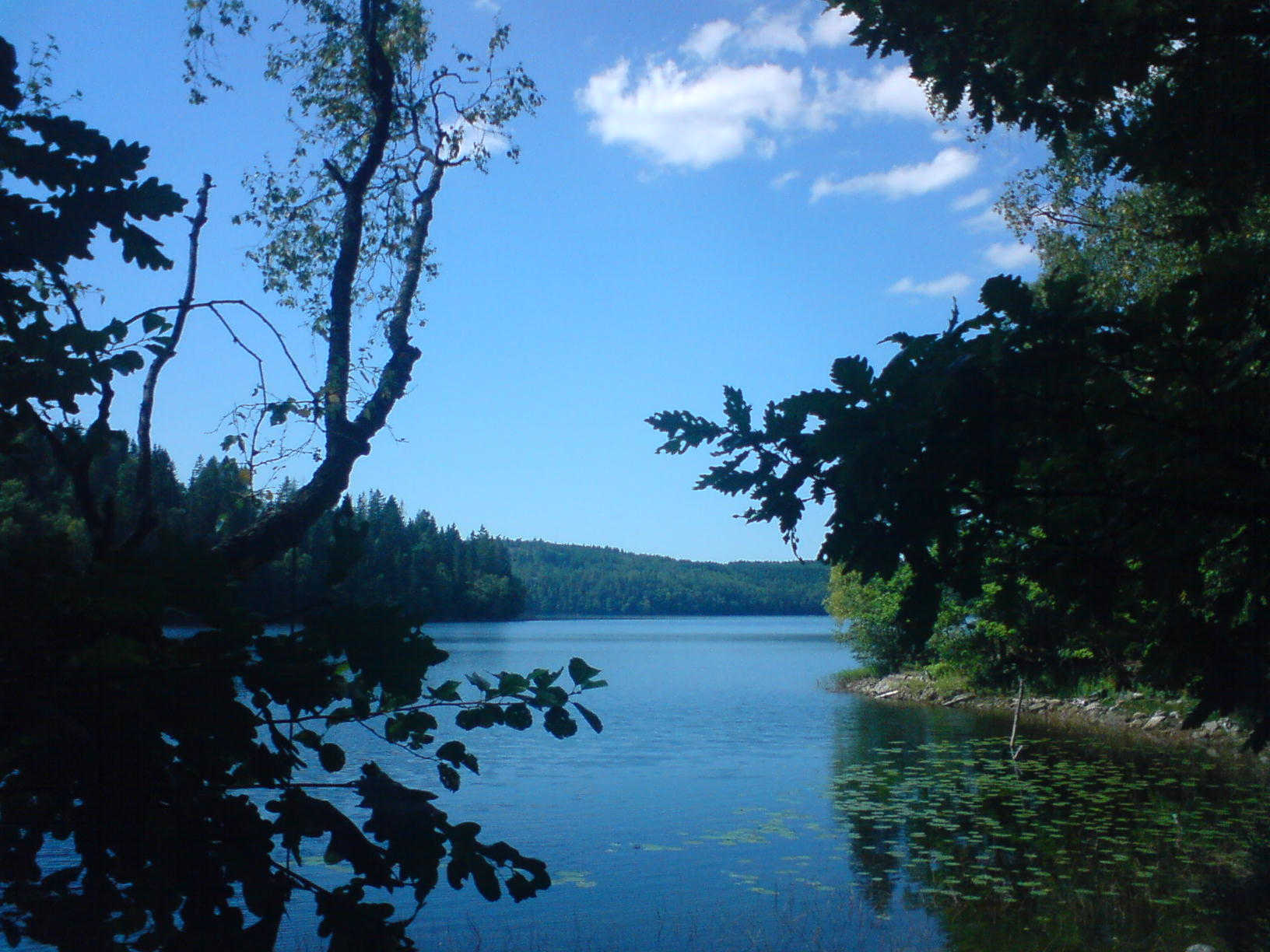
Näckrosor i en ekbevuxen vik av sjön.